# Hans Köhler (Architekt, 1907)

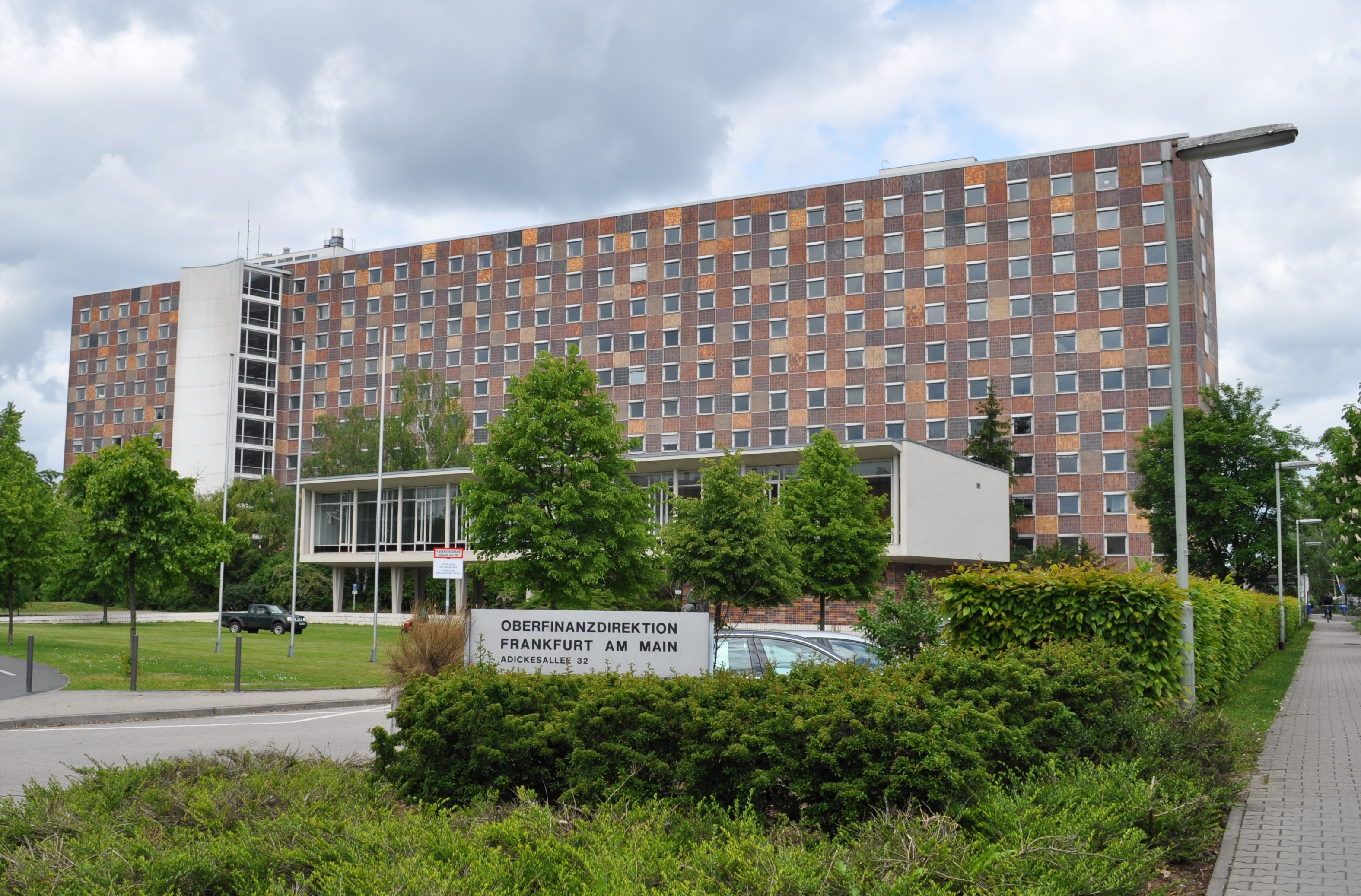
Oberfinanzdirektion in Frankfurt

Hans Walter Köhler (* 6. Februar 1907 in Berlin; † 3. Mai 1998 in Bad Homburg vor der Höhe) war ein deutscher Architekt und Baubeamter.

## Leben
Hans Köhler studierte in Berlin und war Schüler von Peter Behrens und Hans Poelzig. Bis 1945 war Köhler in Berlin tätig und ließ sich anschließend in Bad Homburg vor der Höhe nieder. Ob der Bauleiter Architekt Köhler, der für Albert Speer die Vergrößerung des Empfangssaals der Neuen Reichskanzlei durchführte, Hans Köhler war, ist nicht belegt.
Köhler war Oberregierungsbaudirektor des Landes Hessen und Mitbegründer des Amtes für Wohnungsbau und Siedlungswesen in Frankfurt am Main. Er betreute den Bau des Darmstädter Staatstheaters und des Gebäudes der ehemaligen Oberfinanzdirektion Frankfurt am Main. Zu seinen Mitarbeitern gehörte Norman Braun.

## Bauten
- 1932 Fertighaus (wachsendes Haus) Quastenhornweg 17 Berlin-Spandau (unter Denkmalschutz) weiterer Bestandteil des Ensembles Quastenhonweg 16 Wohnhaus 1938
- 1933 Wohnhaus an der Havel[3]
- 1934 Landhaus in Goyatz am Schwielochsee[4]
- 1934 Haus Dr. L. Berlin - Dahlem[5]
- 1934 Haus Dr.W. Berlin - Dahlem[6]
- 1934: Landhaus für Bruno E. Werner in Berlin-Schmargendorf, Miquelstraße 42 (unter Denkmalschutz)[7][8]
- 1935: Wohnhaus J. in Berlin-Dahlem[7]
- 1937: Landhaus B. in Berlin-Schlachtensee[7]
- 1938?: Wohnhaus M. in Berlin-Westend[7]
- 1938 Landhaus T. in Berlin - Halensee[9]
- 1938: Gestaltung der Ausstellung „Kraft durch Freude“ in Hamburg
- 1939: Gestaltung der Ausstellung „Segen des Meeres“ in Hamburg
- 1939 Ein Gemeinschaftshaus Gothaer Wagonfrabrik AG in Gotha (Wettbewerbserfolg)[10]
- 1952 Deutsche Pfandbriefanstalt Wiesbaden (Wettbewerb)[11]
- 1953 Einfamilienwohnhaus Dipl.-Ing.Stein, Bad Homburg v. d. H. („Dieser Bau wurde vom Hessischen Staat als vorbildliche Leistung ausgezeichnet 1954“[12])
- 1953/54: Stahlbrunnen Kurpark Bad Schwalbach (unter Denkmalschutz)[13]
- 1955: Verwaltungsgebäude der Oberfinanzdirektion Frankfurt am Main (Gebäude), Adickesallee (unter Denkmalschutz, 2014 abgerissen)[14][15]
- 1956 Doppelwohnhaus in Frankfurt am Main[16]
- 1957 Zwei Kindergärten in Hessen,[17] Kindergarten in Rockenberg und in Okriftel
- 1958 Lesehalle in Bad Salzhausen[18][19]
- 1959 Universitätsbibliothek in Gießen[20]
- 1960 Neubau des hessischen Finanzministeriums in Wiesbaden (unter Denkmalschutz)[21]
- 1962 Klinik und Institut für physikalische Medizin und Balneologie der Justus-Liebig-Universität Geißen, Bad Nauheim[22]
- 1968 staatliches Thermalhallenbad in Schlangenbad[23]
- 1968 Bundesautobahn-Raststätte Dollenberg bei Herborn[24]
- 1963–1972: Staatstheater Darmstadt (beteiligt als Mitarbeiter der hessischen Landesbauverwaltung)